# 神島正和
神島 正和（こうしま まさかず、1984年9月11日 - ）は、日本の男性声優。青二プロダクション所属。大阪府出身。

## 略歴
長岡技術科学大学材料開発工学課程、青二塾大阪校第25期卒業。

## 人物
方言は関西弁。
趣味はパズル。特技はピアノ、ギター。
資格・免許は高等学校教諭1種免許、普通自動車免許。

## 出演

### テレビアニメ
2009年
- しゅごキャラ!!どきっ（スタッフ）

2011年
- 銀魂'（駅アナウンス）
- BRAVE10（忍者）

2013年
- 忍たま乱太郎（山賊）

2018年
- グラゼニ（石元）

2019年
- 爆釣バーハンター（神主第二形態）

### ゲーム
2010年
- VitaminZ Revolution

2012年
- オール仮面ライダー ライダージェネレーション2（仮面ライダー斬鬼）
- 仮面ライダー 超クライマックスヒーローズ（仮面ライダー斬鬼）
- 幻想水滸伝 紡がれし百年の時（ウォーグ、オド、チクラ）
- ねんどろいど じぇねれ〜しょん（バリゾガーン、フォーアイズ、マネキン）

2014年
- スーパーヒーロージェネレーション（超銀河王）

2020年
- プロ野球 ファミスタ 2020（ニャームコ）

2023年
- 龍が如く7外伝 名を消した男

### デジタルコミック
- Beeマンガ 今日からヒットマン（2014年、二丁）
- dTV バトルスタディーズ（2018年、烏丸学）

### 吹き替え
- 沈黙の神拳（ハッチ）
- リーカー ザ・ライジング（アレックス）

### テレビ
- 双方向クイズ 天下統一（統一郎の声）
- 荒川静香 Friends+α（ナレーション）
- お願い!ランキング（お願いレッド）
- テンション上がる会?〜地球のことで熱くなれ!〜（ナレーション）

### ラジオドラマ
- 青山二丁目劇場
  - こい!ここぞというとき（男）
  - 真っ赤な友達（ニュースキャスター）

### その他
- 工場見学大百科 ものができるまで 付録DVD（ナレーション）
- 新幹線大集合! スーパー大百科 付録DVD（ナレーション）
- 電車大集合! スーパー大百科 付録DVD（ナレーション）
- クイズ!脳ベルSHOW（ナレーション）